# 阿普林縣 (喬治亞州)
阿普林縣（英語：Appling County）是美國喬治亞州的一個縣。2000年，人口有17,419人。根據2005年人口普查，人口估計有17,954人。 縣政府所在地位於巴克斯利。

## 歷史
阿普林縣是以1812年戰爭中的丹尼爾·阿普林中校的名字命名。
1818年12月15日，阿普林縣由喬治亞州大會一項法案頒佈成立，成為喬治亞州第42個縣。原先的縣由克里克族在1814年的《傑克森堡條約》及1818年的《克克條約》先後割讓的土地組成。

## 地理
根據美國人口調查局，阿普林縣面積有1,326平方公里（512平方英里），陸地佔1,317平方公里（509平方英里），水域佔9平方公里（4平方英里），亦即0.70%。
阿普林縣有不少相鄰縣份，該縣分別與喬治亞州的塔特諾爾縣（東北部）、韋恩縣（東南部）、皮爾斯縣（南部）、傑夫·戴維斯縣（西部）、培根縣（西部）、图姆斯县（北部）接壤。

## 人口統計
2000年人口普查顯示，阿普林縣有17,419人、6,606戶及4,855個家庭。人口密度為13人/平方公里（34人/平方英里）。該縣有7,854個居住單位，平均密度6個居住單位/平方公里（15個居住單位/平方公里）。種族構成當中，白人佔76.79%，黑人和非裔美國人佔19.59%，美國原住民佔0.21%，亞裔佔0.30%，太平洋島國人佔0.01%，其他種族佔2.49%，而混血兒佔0.61%。各種族中的西班牙裔或拉美裔佔人口的4.55%。
該縣6,606戶中，34.50%有未滿18歲的孩子同住，56.60%為同住的夫婦，12.50%為未婚的獨居女性，而26.50%是非家庭。同時，23.20%為個體戶，9.80%為65歲或以上的獨居長者。平均戶規模為2.60人，平均家庭規模為3.04人。年齡分佈方面，未滿18歲人士佔27.10%，18-24歲佔9.00%，25-44歲佔28.50%，45-64歲佔23.50%，65歲或以上佔11.8%。年齡中位數為35歲。男女比例為每100名女性相對有97.10男性，每100名18歲或以上女性相對有93.30名男性。戶收入中位數為30,266美元，家庭收入中位數為34,890美元。男性收入中位數為27,753美元，女性收入中位數為18,148美元。人均收入為15,044美元，約有14.90%家庭和18.60%人口在貧窮線下（23.90%未滿18歲，24.40%為65歲或以上）。

## 市鎮
- 巴克斯利
- 格雷厄姆
- 薩倫西

## 交通
- 美國1號公路
- 美國341號公路
- 喬治亞州4號州幹線
- 喬治亞州15號州幹線
- 喬治亞州27號州幹線

## 注
1. ↑  表格1：喬治亞洲縣份全年人口估值：2000年4月1日-2005年7月1日 （页面存档备份，存于）（英國人口調查局官方網站） （英文）
2. ↑  丹尼爾·阿普林英語原名Daniel Appling。
3. ↑  喬治亞州大會英語原名「Georgia General Assembly」。
4. ↑  英語原名Creek。
5. ↑  《傑克森堡條約》英語原稱《Treaty of Fort Jackson》。
6. ↑  《克克條約》英語原稱《Treaty of the Creek Agency》。
7. ↑  美國人口調查局英語原名U.S. Census Bureau。